# 37 (getal)
37 is het natuurlijke getal volgend op 36 en voorafgaand aan 38.

## In de wiskunde
Het is een priemgetal, het eerste irreguliere priemgetal, een uniek priemgetal en een kubisch priemgetal van de vorm {\displaystyle p=(x^{3}-y^{3})/(x-y),x=y+1}. Het is een factor van de repunit 111 en daarom ook van alle overige 3-cijferige 'herhaaldcijfers' in het tientallig stelsel. Het is een gecentreerd hexagonaal getal en een stergetal.
37 is een viervoud plus 1, zodat dit priemgetal volgens de stelling van Fermat over de som van twee kwadraten kan worden geschreven als de som van twee kwadraten: {\displaystyle (1^{2}+6^{2})}.
Ieder positief natuurlijk getal is de som van ten hoogste 37 vijfde machten (zie probleem van Waring).
Zevenendertig is een getal uit de rij van Padovan.
37 is het enige tweecijferige getal (in het decimale stelsel) met de volgende eigenschap: Het verschil tussen de twee afzonderlijke cijfers is gelijk aan de vierkantswortel van het verschil tussen het getal zelf en kleinste gemene veelvoud van de beide afzonderlijke cijfers.
37 en 38 is het eerste paar van opeenvolgende positieve natuurlijke getallen die niet deelbaar zijn door een van hun cijfers.

## In natuurwetenschap
37 is
- Het atoomnummer van het scheikundig element rubidium (Rb).
- De normale menselijke lichaamstemperatuur in graden Celsius.
- Het aantal genen in het Mitochondriaal DNA.

## In het Nederlands
Zevenendertig is een hoofdtelwoord.